# Lumber City (Pensilvânia)
Lumber City é um distrito localizado no estado norte-americano de Pensilvânia, no Condado de Clearfield.

## Demografia
Segundo o censo norte-americano de 2000, a sua população era de 86 habitantes.
Em 2006, foi estimada uma população de 82, um decréscimo de 4 (-4.7%).

## Geografia
De acordo com o United States Census Bureau tem uma área de
7,0 km², dos quais 7,0 km² cobertos por terra e 0,0 km² cobertos por água.

## Localidades na vizinhança
O diagrama seguinte representa as localidades num raio de 16 km ao redor de Lumber City.